# Black City Breakdown (1985–1986)
Black City Breakdown 1985-1986 är ett samlingsalbum av L.A. Guns som endast innehåller låtar mellan 1985 och 1986 med sångaren Paul Black.

## Låtlista
1. Everything I Do
2. L.A.P.D.
3. Roll The Dice
4. On & On
5. Name Your Poison
6. Winter's Fool
7. Stranded
8. Love Is A Crime
9. Word To The Wise Guy
10. Liquid Diamonds
11. One More Reason To Die
12. Black City Breakdown
13. Looking Over My Shoulder

## Medverkande
- Paul Black - sång
- Tracii Guns - gitarr
- Robert Stoddard - gitarr
- Mick Cripps - bas
- Nicky "Beat" Alexander - trummor